# Kazimierz Wojciech Witkiewicz
Kazimierz Wojciech Witkiewicz (ur. 23 grudnia 1880 w Warszawie, zm. 21 października 1973 w Krakowie) – polski malarz, grafik, bibliotekarz, prezes Towarzystwa Przyjaciół Książki, założyciel Rycerskiego Zakonu Bibliofilskiego z Kapitułą Orderu Białego Kruka.

## Życiorys
W 1904 r. zamieszkał w Krakowie, gdzie ukończył naukę w Akademii Sztuk Pięknych. Od 1912 r. był bibliotekarzem Biblioteki Muzeum Przemysłowego, które później zostało przemianowane na Miejskie Muzeum Techniczno-Przemysłowe im. A. Baranieckiego w Krakowie. W 1922 r. został jednym ze współzałożycieli Towarzystwa Miłośników Książki w Krakowie, którego był prezesem przez 40 lat. W latach (1938–1939) redagował czasopismo TMK Silva Rerum. Był jednym z inicjatorów zjazdów bibliofilskich. W 1925 r. na I Zjeździe Bibliofilów Polskich w Krakowie utworzono Radę Bibliofilską, której zadaniem było koordynowanie działań poszczególnych towarzystw. Kazimierz Witkiewicz wchodził w jej skład. W 1965 r. został członkiem honorowym Association Internationale de Bibliophilie w Paryżu. W latach (1945–1950) był dyrektorem Biblioteki Miejskiego, później przemianowanego na Państwowe Muzeum Przemysłu Artystycznego. W 1951 r. otrzymał stanowisko dyrektora Biblioteki Akademii Sztuk Pięknych w Krakowie. Jako profesor tej uczelni wykładał od 1954 r. historię książki. Projektował ekslibrisy.